# 印泥

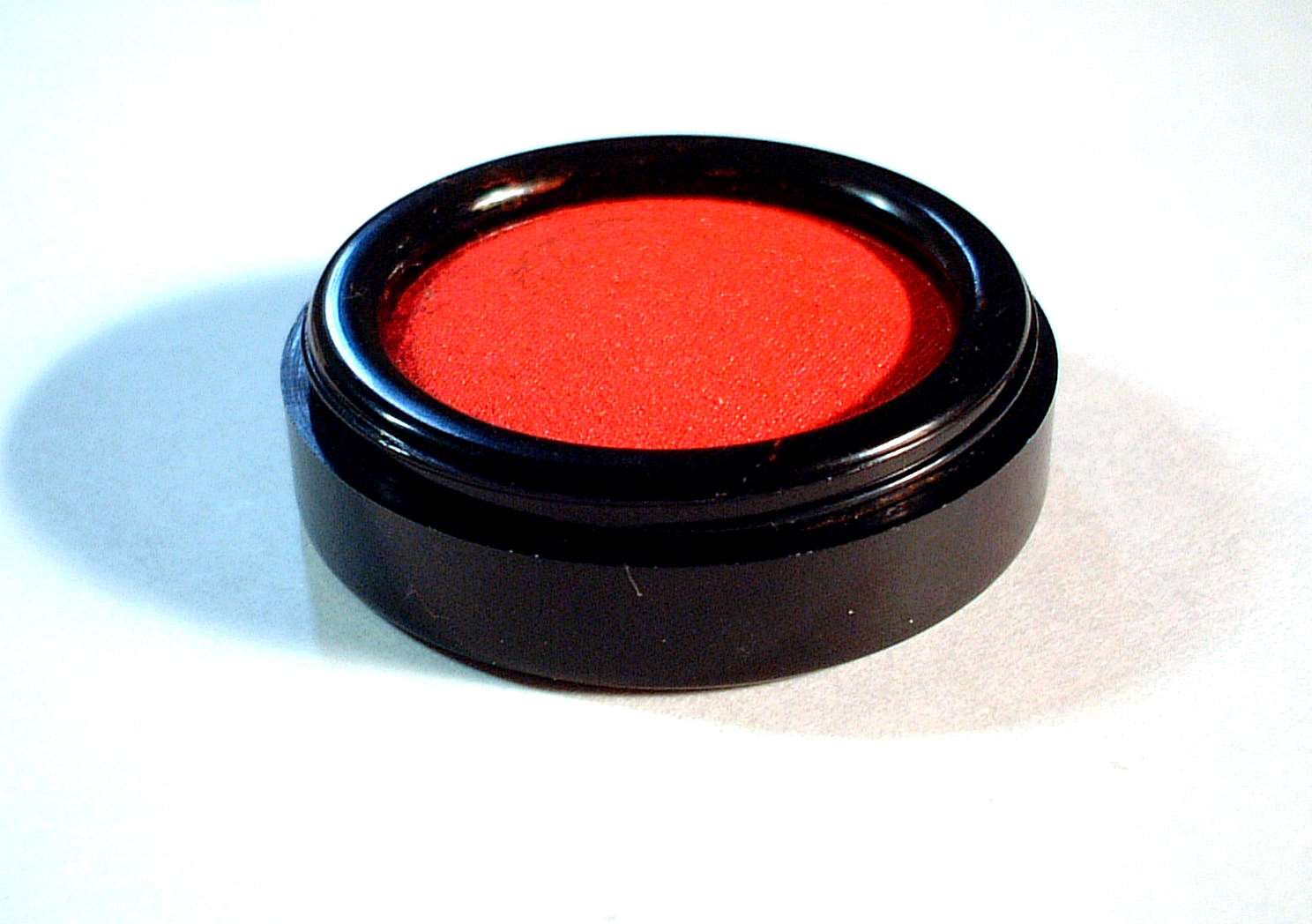
印泥

印泥是使用印章时粘在印章底部的颜料，一般为红色。使用时先拿起印章，将印章底部摁入印泥盒，粘上一定量印泥，然后拿起印章用力压在纸上。印泥的颜色一般可以在纸上保存很久。
傳統印泥是以研細的硃砂(硫化汞)調入精制的菜籽油中，再混入艾絨製成，印泥以儲於瓷缸為宜，陶器、金屬容器皆不宜儲放印泥。儲放日久應定期攪動以免成分分離。
現代市售印泥多以化學顏料調製，亦可將印油注入棉布、膠棉等堆疊而成的台面而不調入艾絨使用，市面亦有印油單獨出售。前述檯面入油性印油者仍習稱印泥，檯面注入水性顏料者多稱為印台。